# Fresh Del Monte Produce
Fresh Del Monte Produce is een internationale onderneming actief in landbouw, distributie en verkoop van fruit en groenten. Fresh Del Monte Produce is ook actief in de productie en verkoop van fruit-conserven en vruchtensap in Noord-Amerika, Europa, het Midden-Oosten en Afrika. Fresh Del Monte Produce Incorporated is statutair gevestigd in George Town, Kaaimaneilanden.

## Activiteiten
Del Fresh Del Monte Produce behaalde in 2022 een omzet van 4,4 miljard dollar. De producten worden wereldwijd verkocht in zo'n 80 landen, maar Noord-Amerika is met een omzet aandeel van 60% veruit de belangrijkste afzetregio. Het aandeel van bananen in de totale omzet was 37% en van ananas zo'n 13%.
Er zijn drie bedrijfsonderdelen:
Fresh and value-added products
Tropisch, vooral ananas maar geen bananen, en niet-tropische fruit, zoals druiven, appels en peren, citroenen en sinaasappels, etc. Verder vallen bewerkt vers fruit, zoals gesneden of als sap, in dit onderdeel.
Banana
Bananen
Other products and services
Vooral logistieke diensten voor derden.
Fresh Del Monte Produce verkoopt haar producten onder meer onder de merknamen Del Monte, MAG (meloenen), UTC (bananen), ROSY (bananen).
De verkooporganisatie voor de Benelux, Del Monte (Holland) BV, is gevestigd in Bleiswijk. Een holdingmaatschappij, Del Monte BV is ook gevestigd op dit adres.

## Geschiedenis
De geschiedenis van het bedrijf gaat terug tot 1886. In 1989 wordt het moederbedrijf Del Monte Corporation gesplitst in Del Monte Tropical Fruit en Del Monte Foods. In 1993 wordt de naam van de eerste gewijzigd in Fresh Del Monte Produce. In 1996 wordt het overgenomen door Freshgio Limited, een op de Kaaimaneilanden geregistreerd bedrijf en een jaar later wordt het genoteerd op de New York Stock Exchange. In 2004 neemt het de Europese activiteiten van Del Monte Foods over inclusief de belangen in het Midden-Oosten en diverse ex-Sovjet-Unie landen.